# 1986 aux échecs
| Années des échecs : 1983 - 1984 - 1985 - 1986 - 1987 - 1988 - 1989    |
| Décennies des échecs : 1950 - 1960 - 1970 - 1980 - 1990 - 2000 - 2010 |

Cet article présente les faits marquants de l'année 1986 aux échecs.

## Événements majeurs
- Garry Kasparov conserve son titre de champion du monde face à Anatoli Karpov sur le score de 12 ½ à 11 ½.
- Maïa Tchibourdanidzé conserve son titre de championne du monde féminine face à Elena Akhmilovskaya (8½-5½).
- Olympiade d'échecs de Dubaï : 
  - Classement masculin : 1er URSS (40 points), 2e Angleterre (39,5 points), 3e États-Unis (38,5 points). Garry Kasparov et Anatoli Karpov font partie de l'équipe victorieuse.
  - Classement féminin : 1re URSS (33,5 points), 2e Hongrie (29 points), 3es Roumanie et Chine (28 points). Dans l'équipe victorieuse de l'URSS sont présentes les Géorgiennes Maïa Tchibourdanidzé, Elena Akhmilovskaya et Nona Gaprindashvili.
- Le Cubain Walter Arencibia devient le nouveau champion du monde junior.

## Tournois et opens
- Nigel Short remporte le Tournoi de Wijk aan Zee

## Championnats nationaux
- Argentine : Daniel Campora remporte le championnat[1],[2]. Chez les femmes, Liliana Burijovich s’impose.
- Autriche : Pas de championnat[3]. Chez les femmes, Jutta Borek s’impose[4].
- Belgique : Luc Winants remporte le championnat[5]. Chez les femmes, Viviane Caels s’impose[6].
- Brésil: Gilberto Milos remporte le championnat[7]. Chez les femmes, c’est Maria Cristina de Oliveira qui s’impose.
- Canada : Igor Ivanov et Kevin Spraggett remportent le championnat[8].Chez les femmes, Nava Shterenberg s’impose[9].
- Chine :  Ye Jiangchuan remporte le championnat[10]. Chez les femmes, Liu Shilan s’impose.
- Écosse : Paul Motwaniremporte le championnat [11].
- Espagne : Angel Martin Gonzàlez remporte le championnat[12]. Chez les femmes, c’est Mª Luisa Cuevas qui s’impose[13].
- États-Unis : Yasser Seirawan  remporte le championnat[14]. Chez les femmes, Inna Izrailov s’impose[15].
- Finlande: Yrjö Aukusti Rantanen remporte le championnat[16].
- France : Gilles Mirallès remporte le championnat [17]. Chez les femmes, Julia Lebel-Arias s’impose[18].
- Guatemala : Carlos Armando Juárez[19]
- Inde : Viswanathan Anand remporte le championnat[20].
- Iran : Pas de championnat[21].

- Pays-Bas : John van der Wiel remporte le championnat [22]. Chez les femmes, c’est Heleen de Greef qui s’impose.
- Pologne : Marek Hawelko remporte le championnat[23].
- Royaume-Uni : Jonathan Speelman remporte le championnat[24].

- Suisse : Markus Klauser remporte le championnat [25]. Chez les dames, c’est Tatjana Lematschko qui s’impose[26].
- RSS d'Ukraine : Vladimir Malaniouk remporte le championnat[27],[28], dans le cadre de l’U.R.S.S.. Chez les femmes, Zoya Lelchuk s’impose[29].
- République fédérative socialiste de Yougoslavie : Dragan Barlov remporte le championnat[30],[31]. Chez les femmes, Alisa Marić s’impose.

## Naissances
- Aleksandr Arechtchenko
- Ivan Chéparinov
- Vugar Gashimov
- Boris Gratchiov
- Pentala Harikrishna
- Tatiana Kosintseva (11 avril)
- Andriï Volokitine

## Nécrologie
- En 1986 : Haralambos Syngellakis (en), Konrad Salbu (en), Karl Palda (en)
- 27 février : Gedeon Barcza
- 5 mars : Lioudmila Roudenko
- 4 avril : Jacob Gemzøe (en)
- 5 mai : Louis Betbeder
- 27 mai : Borislav Milić
- 23 juin : Jerzy Putrament
- 17 août : Bengt Ekenberg (en)
- 27 août : Gueorgui Agzamov
- 2 novembre : Ásmundur Ásgeirsson (en)
- 12 novembre : Jean-Pierre Boyer
- 13 novembre : Volf Bergraser
- 29 décembre : Venka Asenova